# 스타레시피
스타레시피(Star Recipe)는 SBS FunE의 음식 전문 버라이어티 프로그램이다. 소재는 Y-STAR의 식신로드와 거의 비슷하며, 한식 세계화 프로젝트에 이바지하기 위한 내용을 소재로 담고 있다. 출연자는 진세연이다.

## 같이 보기
- 식신로드 (Y-STAR)
- 식신원정대 (MBC 에브리원)
- 먹거리 X파일 (채널A)
- 세 얼간이 (tvN)
- 오감만족 세상은 맛있다 (KBS 2TV)